# Base de la Fuerza Aérea Whiteman
La Base de la Fuerza Aérea Whiteman (en inglés: Whiteman Air Force Base) es un lugar designado por el censo ubicado en el condado de Johnson en el estado estadounidense de Misuri. En el Censo de 2010 tenía una población de 2556 habitantes y una densidad poblacional de 147,14 personas por km².

## Geografía
Whiteman AFB se encuentra ubicado en las coordenadas 38°43′59″N 93°33′11″O / 38.73306, -93.55306. Según la Oficina del Censo de los Estados Unidos, Whiteman AFB tiene una superficie total de 17.37 km², de la cual 17.32 km² corresponden a tierra firme y (0.3%) 0.05 km² es agua.

## Demografía
Según el censo de 2010, había 2556 personas residiendo en Whiteman AFB. La densidad de población era de 147,14 hab./km². De los 2556 habitantes, Whiteman AFB estaba compuesto por el 81.26% blancos, el 9.27% eran afroamericanos, el 0.39% eran amerindios, el 1.76% eran asiáticos, el 0.51% eran isleños del Pacífico, el 1.88% eran de otras razas y el 4.93% pertenecían a dos o más razas. Del total de la población el 9.12% eran hispanos o latinos de cualquier raza.